# Серницька сільська рада
Се́рницька сільська́ ра́да — колишній орган місцевого самоврядування в Зарічненському районі Рівненської області. Адміністративний центр — село Серники.

## Загальні відомості
- Серницька сільська рада утворена в 1945 році.
- Територія ради: 111,659 км²
- Населення ради: 3 576 осіб (станом на 2001 рік)
- Територією ради протікає річка Стубло.

## Населені пункти
Сільській раді підпорядковані населені пункти:
- с. Серники
- с. Бір
- с. Олександрове
- с. Соломир

## Склад ради
Рада складається з 20 депутатів та голови.
- Голова ради: Полховський Володимир Васильович
- Секретар ради: Полюхович Надія Миколаївна

### Керівний склад попередніх скликань
| Прізвище, ім'я, по батькові      | Основні відомості                                                                                  | Дата обрання | Дата звільнення |
| -------------------------------- | -------------------------------------------------------------------------------------------------- | ------------ | --------------- |
| Полховський Володимир Васильович | Сільський голова, 1959 року народження, освіта вища, член Всеукраїнського об'єднання «Батьківщина» | 26.03.2006   | 31.10.2010      |
| Полховський Володимир Васильович | Сільський голова, 1959 року народження, освіта вища, безпартійний                                  | 31.10.2010   |                 |

Примітка: таблиця складена за даними сайту Верховної Ради України